# Tolvanselkä
Tolvanselkä är en del av sjön Yli-Kitka i Finland. Den ligger i kommunerna Posio och Kuusamo i landskapen Lappland och Norra Österbotten i den nordöstra delen av landet, 700 km norr om huvudstaden Helsingfors. Tolvanselkä ligger 240,4 meter över havet.
Trakten ingår i den boreala klimatzonen. Årsmedeltemperaturen i trakten är −3 °C. Den varmaste månaden är juli, då medeltemperaturen är 14 °C, och den kallaste är januari, med −18 °C.